# Bernard van Vlijmen
Bernardus Alfons Ignatus Gerardus (Bernard) van Vlijmen (Den Haag, 23 oktober 1895 – Bardolino, 1 augustus 1977) was een Nederlands kunstschilder, grafisch ontwerper, illustrator, politiek tekenaar, tekenaar, aquarellist, boekbandontwerper en pastellist.

## Levensloop

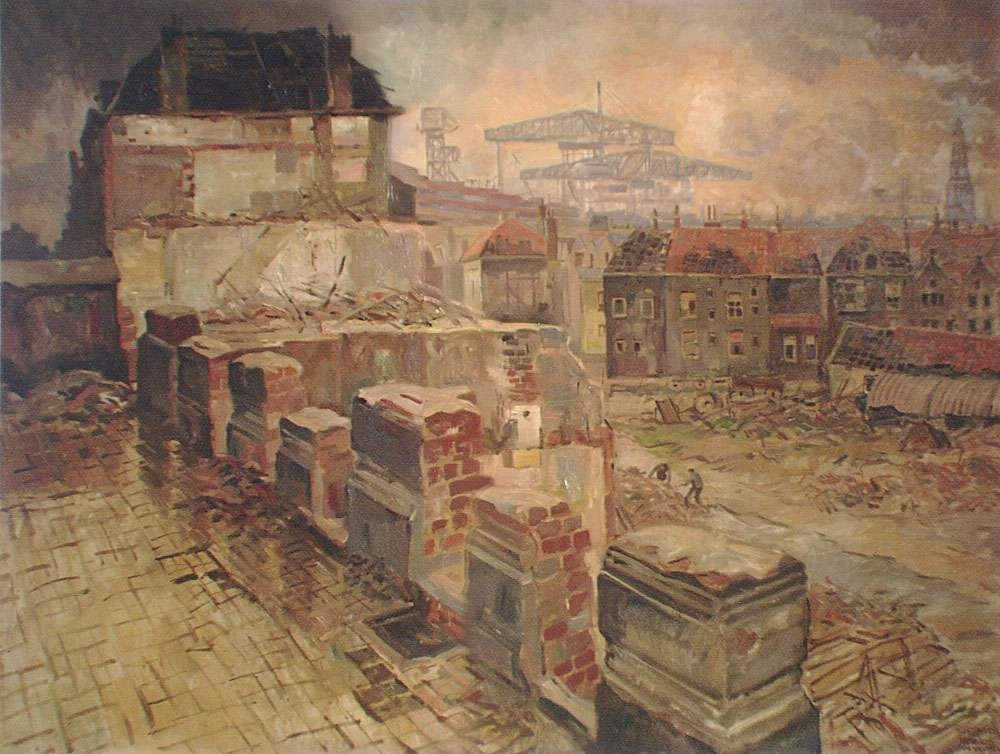
Zicht vanaf de boulevard op kapotgeschoten Vlissingen, Zeeuws maritiem muZEEum

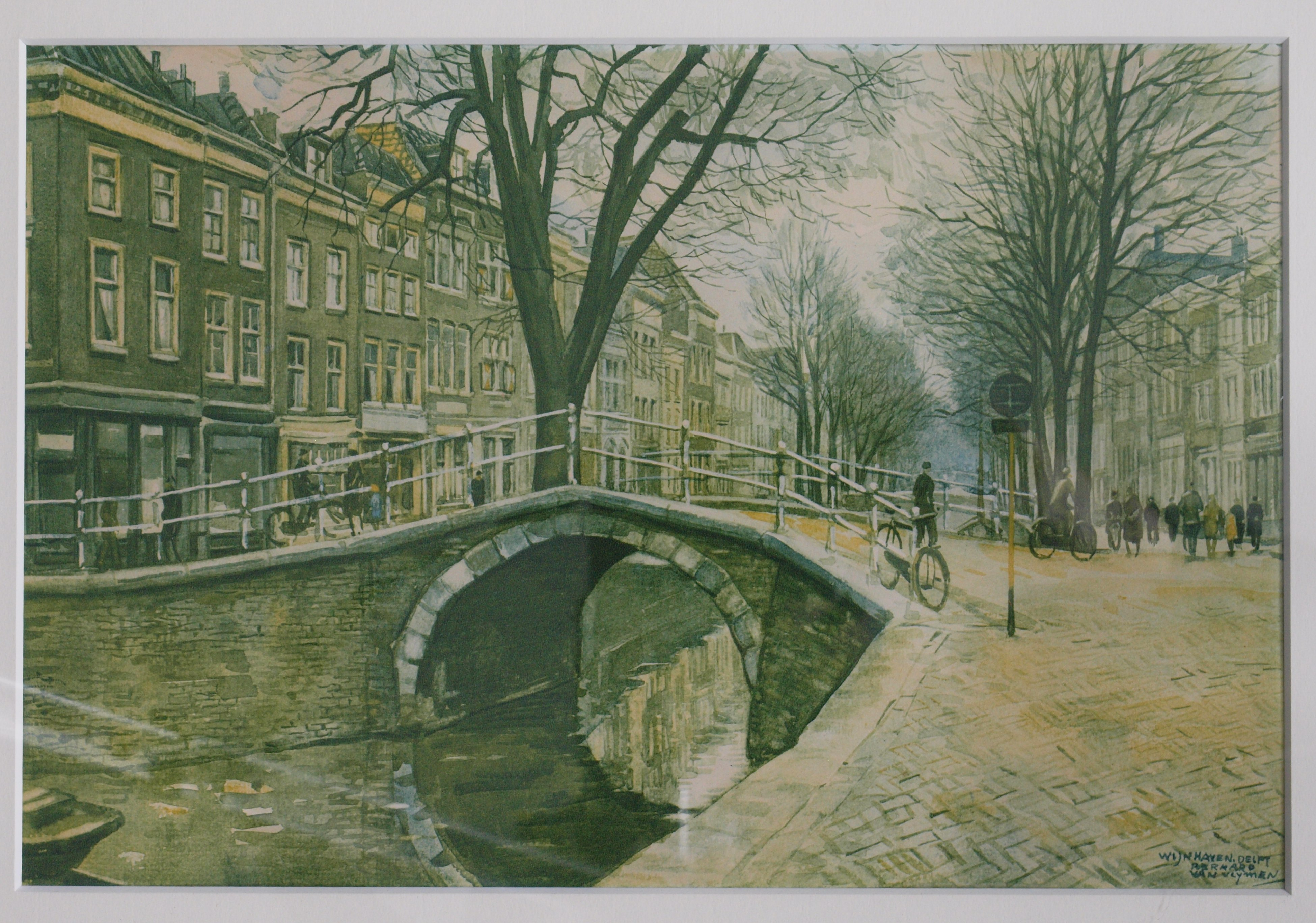
Wijnhaven te Delft

Van Vlijmens moeder overleed bij zijn geboorte. Bernard van Vlijmen sr. verhuisde in 1895 met zijn gezin naar Schijndel, Bernard jr. woonde en werkte vervolgens in Amsterdam tot 1940; daarna in Naarden en sinds 1963 in het Italiaanse Bardolino. Hij was leerling van de Rijksnormaalschool voor Teekenonderwijzers (akte tekenen) en van de Rijksakademie van beeldende kunsten, beide in Amsterdam onder leiding van Nicolaas van der Waay.
Daarna studeerde hij één jaar in Italië en werkte ook in Spanje, Zwitserland en Zuid-Amerika. Hij schilderde en tekende portretten in naturalistische stijl. Van Vlijmen werkte als tekenaar voor diverse week- en dagbladen. Karakteristiek zijn zijn potloodtekeningen van fabrieks- en kantoorinterieurs. Voor de serie albums Zwerftochten in Ons Land voor de N.V. Koek- en Beschuitfabriek G. Hille en Zn. in Zaandam ontwierp hij de omslagen en tekende hij de illustraties.
Voorts tekende hij in de jaren dertig de banden van verschillende kinderboeken van J.B. Schuil, zoals De Katjangs en De Artapappa's, en van romans van Rein Valkhoff, zoals 't Zonnehuis. In de collectie van het Belasting & Douane Museum in Rotterdam bevindt zich een door hem gemaakt schilderij van minister van Financiën Willem Treub.
In 1952 schilderde hij zijn meesterwerk, een levensgroot portret van de latere Engelse koningin Elizabeth te paard, dat tegenwoordig deel uitmaakt van de kunstcollectie van Buckingham Palace. In 1973 bracht hij in eigen beheer zijn autobiografie Mijn leven als kunstschilder uit.
Bernard van Vlijmen was twee keer getrouwd; hij had een dochter uit zijn eerste huwelijk. Hij overleed in 1977 in Italië op 81-jarige leeftijd.

## Bron
- Biografische gegevens bij het RKD-Nederlands Instituut voor Kunstgeschiedenis